# Eduard Klopfenstein
Eduard Klopfenstein (* 14. Juni 1938 in Frutigen, Kanton Bern) ist ein Schweizer Japanologe und Hochschullehrer.

## Leben und Wirken
Eduard Klopfenstein studierte von 1957 bis 1964 Germanistik und Lateinische Philologie an der Universität Bern. Anschliessend studierte er bis 1966 japanische Sprache und Literatur an der Sophia-Universität Tôkyô und der Universität Kyôto. 1968/69 promovierte er im Fach Germanistik an der Universität Bern mit einer Arbeit über Wilhelm Raabe. Bis 1979 war er dann als wissenschaftlicher Assistent am Ostasiatischen Institut der Universität Zürich tätig, unterbrochen von 1972 bis 1975 durch einen Forschungsaufenthalt an der Universität Kyôto. Im Jahre 1979 habilitierte er sich in Zürich für das Fach Japanologie und war bis 1989 als Oberassistent am Zürcher Ostasiatischen Institut tätig, bis er in diesem Jahr zum dortigen Ordinarius für Japanologie berufen wurde. Weitere Forschungsaufenthalte in Japan folgten. 2005 wurde er emeritiert.
In seinen wissenschaftlichen Veröffentlichungen und Übersetzungen beschäftigt sich Klopfenstein vor allem mit der modernen Literatur Japans und des japanischen Theaters.
Von 1996 bis 2003 war Klopfenstein Präsident der Schweizerischen Asiengesellschaft. Sein Wirken ist ausserdem gekennzeichnet durch zahlreiche auswärtige Gastvorträge, Herausgebertätigkeiten bei Zeitschriften und Schriftenreihen, Übersetzungen und die Mitarbeit in kulturellen Gremien im Zusammenhang mit der Kultur Japans.

## Veröffentlichungen (Auswahl)
- Erzähler und Leser bei Wilhelm Raabe. Untersuchungen zu einem Formelement der Prosaerzählung (= Sprache und Dichtung. N.F., Bd. 16). Haupt, Bern 1969 (Dissertation Universität Bern).
- Tausend Kirschbäume. Ein klassisches Stück des japanischen Theaters der Edo-Zeit. Studie – Übersetzung – Kommentar (= Schweizer asiatische Studien. Monographien. Bd. 2). Lang, Bern 1982, ISBN 3-261-04807-7 (Habilitationsschrift Universität Zürich).
- Hrsg., mit Cornelius Ouwehand: Mensch auf der Brücke. Zeitgenössische Lyrik aus Japan. Insel-Verlag, Frankfurt am Main 1989, ISBN 3-458-16751-X.
- Hrsg.: Mondscheintropfen. Japanische Erzählungen 1940–1990. Theseus-Verlag, Zürich 1993, ISBN 3-85936-061-2.
- Hrsg.: Die Schweiz in der modernen Japanischen Literatur (= Asiatische Studien. Bd. 55, 1). Lang, Wien 2001.
- Hrsg.: Meer und Berge in der Japanischen Kultur. Europäische Japan-Diskurse III und IV (= Asiatische Studien. Bd. 57, 3). Lang, Bern 2004, S. 456–681.
- Hrsg.: Japanische Schriftstellerinnen 1890–2006 (= Asiatische Studien. Bd. 61, 2). Lang, Bern 2007, S. 190–722.
- Aufbruch zur Welt hin. Studien und Essays zur modernen japanischen Literatur. bebra wissenschaft, Berlin 2013, ISBN 978-3-95410-022-4.
- Hrsg.: «Herr Affe, wie gehts?» Heitere Haiku; Japanisch/Deutsch. Reclam, Stuttgart 2015, ISBN 978-3-15-011014-0.
- Hrsg.: Sprachlich-literarische «Aggregatzustände» im Japanischen. Europäische Japan-Diskurse 1998–2018. bebra wissenschaft, Berlin 2020, ISBN 978-3-95410-267-9.
- Haiku. Gedichte aus fünf Jahrhunderten. Japanisch/Deutsch. Ausgewählt, übersetzt und kommentiert von Eduard Klopfenstein und Masami Ono-Feller. Reclam, Ditzingen 2022, ISBN 978-3-15-011387-5.

Festschrift
- Harald Meyer (Hrsg.): Wege der Japanologie. Festschrift für Eduard Klopfenstein (= Japanologie,. Bd. 1). LIT, Berlin u. a. 2008, ISBN 3-8258-0541-7 (Schriftenverzeichnis Eduard Klopfenstein, S. 399 ff.).